# Samson (Scilly-eilanden)
Samson is het grootste onbewoonde eiland van de Scilly-eilanden, een eilandengroep ca. 45 km voor de kust van Cornwall in het Verenigd Koninkrijk.
Samson is 0,38 km² groot en ligt ongeveer 750 meter ten zuiden van het eiland Bryher. Samson bestaat uit twee door een landengte met elkaar verbonden heuvels, North Hill (33 m) en South Hill (40 m).
In 1669 woonde op Samson één familie. Het aantal bewoners was in 1822 toegenomen tot 34. In 1855 woonden er nog tien mensen, die in dat jaar onvrijwillig werden geëvacueerd op last van Augustus Smith, die de Scilly-eilanden vanaf 1834 in erfpacht had van het graafschap Cornwall. Zijn bedoeling was dat op Samson onder andere reeën zouden worden uitgezet, die als voedsel voor de bewoners van de eilandengroep moesten dienen. De dieren stelden een verblijf op het eiland echter niet op prijs en vluchtten.
De resten van achttiende-eeuwse woningen zijn nog altijd op het eiland te zien. Ook bevinden zich er verschillende overblijfselen uit de prehistorie.